# The First Night
the First Nightとは、2015年5月13日に発売されたDiggy-MO'のアルバム。

## 解説
- Diggy-MO'の通算3枚目のアルバム。SOUL'd OUT解散後のアルバムはこれが最初である。
- シングル｢Lovin' Junk｣、配信限定シングル｢Christmas Dream｣、｢Blue World｣が収録されている。
- Diggy-MO'のソロアルバムとしては初めてInterludeやカバー曲が含まれたアルバムになる。
- アルバムの発売前にレコチョクで多くの収録曲が先行配信されている。
- HMVでの予約購入特典には、のちにBEWITCHEDに収録された｢首都高2｣のストリーミング試聴用カードが付属している。

## 収録曲
1. the First Night [01:27]
2. Lovin' Junk [06:17] 
作詞:Diggy-MO' 作曲・編曲:Diggy-MO',JUNKOO
6thシングル。
3. Blue World [05:06] 
配信限定シングル。
4. Caps on - interlude - [01:52]
5. Cap song [07:05]
6. ノンシャランにゆけば feat.SHEILA [04:07] 
作詞:Diggy-MO' 作曲:Diggy-MO',櫻井陸来 編曲:Diggy-MO',Jeremy Quartus
6thシングル『Lovin' Junk』カップリング曲。
7. ハニーチュー [05:21]
8. Christmas Dream [05:32]
2014年12月10日から一週間限定で販売された配信限定シングル。
9. MUZiiKFVCK [04:44]
10. 3rd world - interlude - [1:06]
11. クビライ・カーン [04:17]
12. Lost Ones [07:19] 
Lauryn Hill「Lost Ones」のカバー。
13. 4 bars - interlude - [00:24]
14. Un Deux Trois [02:39]